# Riff-Raff - Meglio perderli che trovarli
Riff-Raff - Meglio perderli che trovarli è un film del 1991 diretto da Ken Loach.
Riff Raff, in slang vuole dire feccia o marmaglia.

## Trama
Londra, 1990. Da Edimburgo, in cerca di lavoro, arriva Steve. Dopo un breve periodo in carcere per furto, trova lavoro, sotto falso nome, in un cantiere edile. Fa subito amicizia con i colleghi, che lo aiutano ad ambientarsi e che gli trovano anche una casa. Le difficili condizioni di lavoro, la carenza di sicurezza e la mancanza di ammortizzatori sociali e di sussidi, costringono Steve ed i suoi amici ad una vita difficile, senza veri sindacati e diritti. Steve incontra Susan, aspirante cantante, con cui inizia una relazione sentimentale.

## Produzione
Tratto da una sceneggiatura di Bill Jesse, il film prende in considerazione il difficile mondo del lavoro nell'Inghilterra del primo ministro Margaret Thatcher, dopo i fallimenti delle proteste sindacali e degli scioperi del 1984.
I diritti sindacali ridotti, l'alleggerimento delle norme sulla sicurezza, le riduzioni degli ammortizzatori sociali (sussidi di disoccupazione) e l'impoverimento del potere dei sindacati riducono i lavoratori, soprattutto quelli delle categorie sociali e lavorative più basse (operai edili, portuali, minatori, ...), in una condizione di impoverimento sociale e economico.
Perfetto conoscitore delle tematiche che ha ben rappresentato nei suoi documentari A Question of Leadership (1981), The Red and the Blue: Impressions of Two Political Conferences - Autumn 1982 (1983) e Questions of Leadership (1983), Loach affronta il prosieguo del suo lavoro raccontando la vita di quella generazione distrutta dalle riforme della Thatcher. Loach rimane fedele alla sua idea di cinema, con dialoghi crudi, come i sobborghi di Londra in cui si sviluppa la trama, il tutto condito da un humour di tipo britannico.

## Distribuzione
Riff Raff è stato distribuito negli Stati Uniti con i sottotitoli a causa dello slang (dialetto) parlato dai protagonisti nella versione originale.

## Riconoscimenti
- 1991 - Festival di Cannes
  - Premio FIPRESCI
- 1991 - Semana Internacional de Cine de Valladolid
  - Espiga de plata
- 1991 - European Film Awards
  - Miglior film